# Маркос-Пас (муниципалитет)
Муниципалитет Маркос-Пас  (исп. Partido de Marcos Paz) — муниципалитет в Аргентине в составе провинции Буэнос-Айрес.
Территория — 470 км². Население — 54181 человек. Плотность населения — 115,32 чел./км².
Административный центр — Маркос-Пас.

## География
Департамент расположен на северо-востоке провинции Буэнос-Айрес.
Департамент граничит:
- на северо-западе — c муниципалитетом Хенераль-Родригес
- на севере — с муниципалитетом Морено
- на северо-востоке — с муниципалитетом Мерло
- на востоке — с муниципалитетом Ла-Матанса
- на юго-востоке — с муниципалитетом Каньюэлас
- на юго-западе — с муниципалитетом Хенераль-Лас-Эрас

## Важнейшие населенные пункты[2]
| № | Населённый пункт  | Населённый пункт (исп.) | Категория | Население чел. (2010) | На карте                        |
| - | ----------------- | ----------------------- | --------- | --------------------- | ------------------------------- |
| 1 | Маркос-Пас        | Marcos Paz              | город     | 50460                 | 34°46′56″ ю. ш. 58°50′09″ з. д. |
| 2 | Баррио-Санта-Роса | Barrio Santa Rosa       | поселок   | 109                   | 34°57′04″ ю. ш. 58°46′48″ з. д. |